# 다스플레토사우루스
다스플레토사우루스(Daspletosaurus)는 중생대 백악기 후기(약 7,700만년-7,400만년 전), 북아메리카 대륙에서 서식했던 육식공룡으로, 수각류의 일종이다. 다스플레토사우루스의 화석이 주로 나오는 곳은 캐나다의 앨버타주이고, 미국의 뉴멕시코주에서도 발견되었다. 몸 전체 길이는 약 8~9m 정도이고, 체중은 2~3t에 달한다. 학명은 ‘공포스러운 도마뱀’이라는 뜻이다.

## 사진

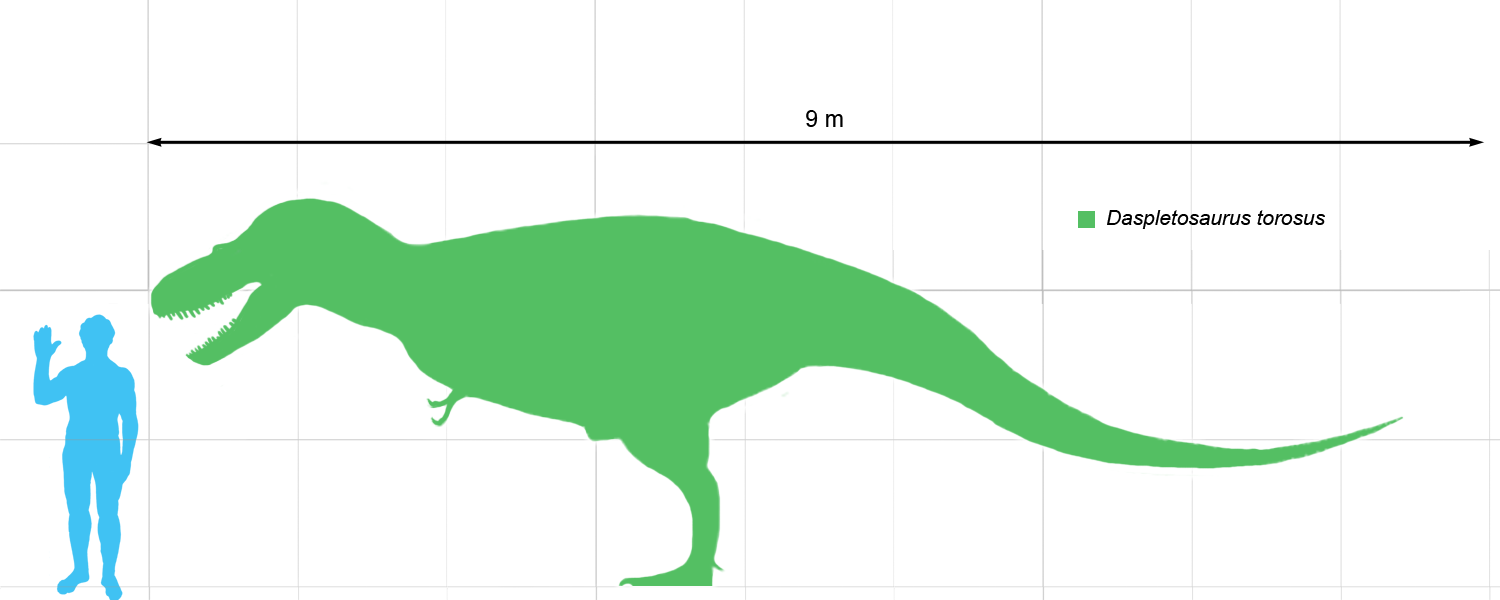
사람과 크기 비교
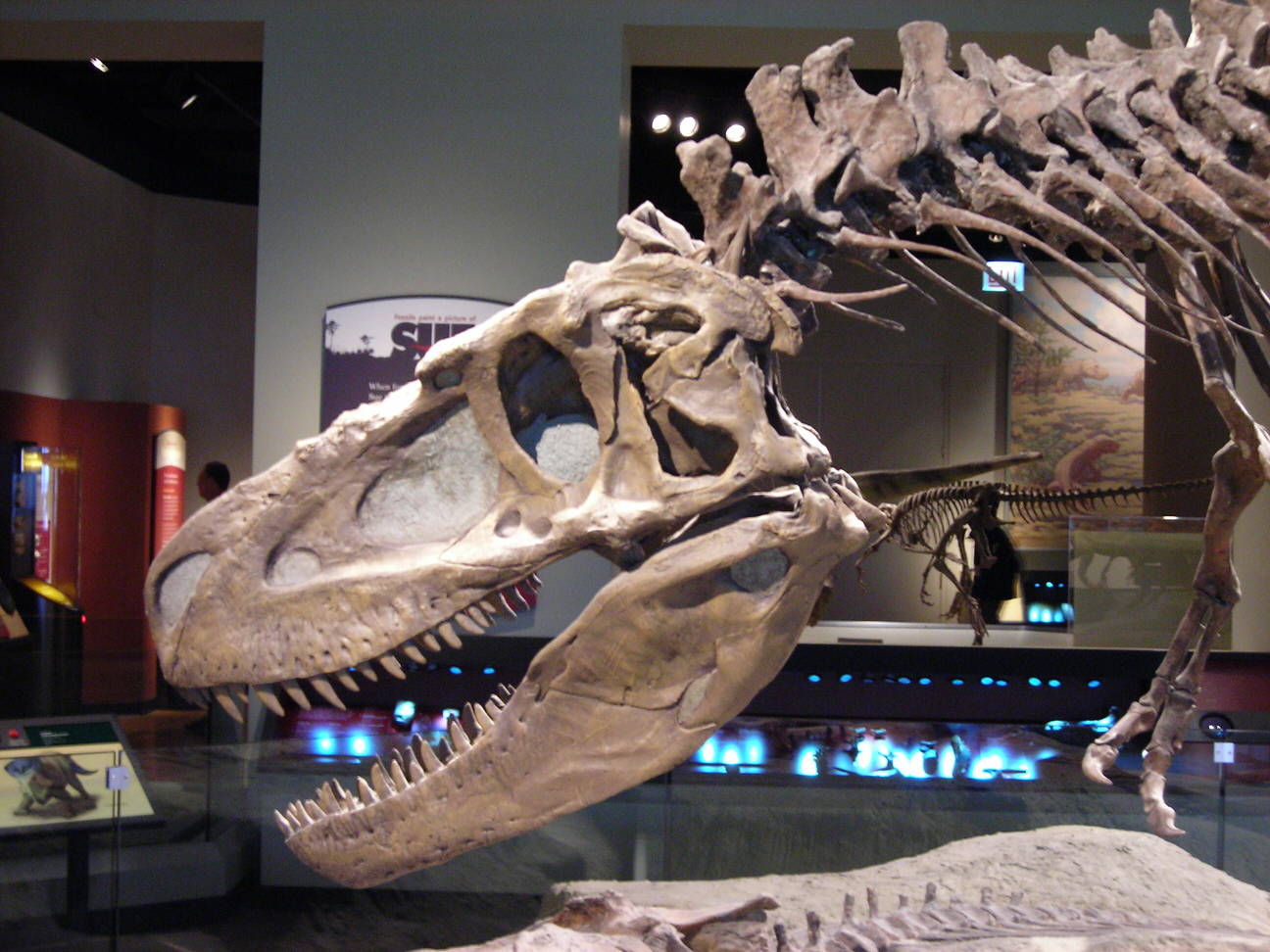
두개골과 척추 골격
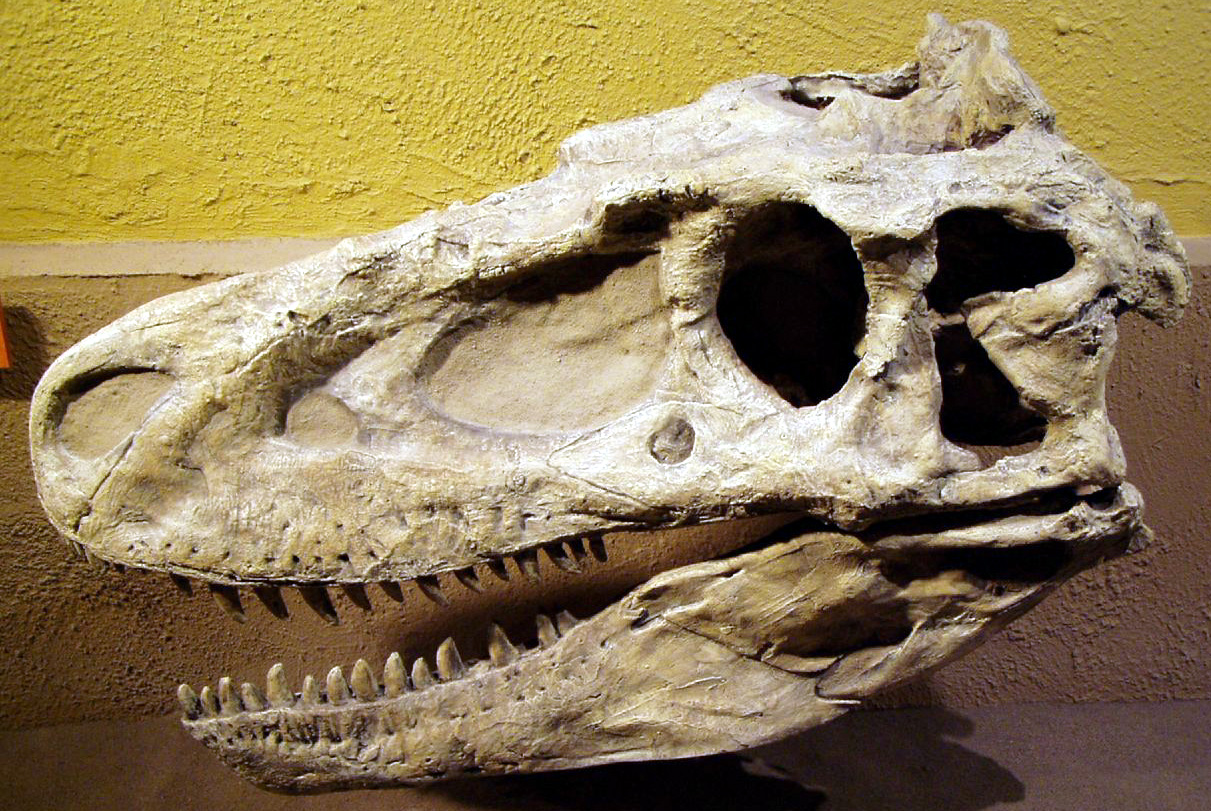
두개골